# Radosław Michalski
Radosław Michalski (* 21. September 1969 in Danzig, Polen) ist ein ehemaliger polnischer Fußballspieler.

## Vereinskarriere
Michalski begann seine Karriere beim damaligen Zweitligaklub Stoczniowiec Gdańsk. 1992 wurde er dann von Legia Warschau verpflichtet. Mit dem Hauptstadtklub gewann er auf nationaler Ebene alles und spielte auch in der UEFA Champions League. 1996 wechselte er zum Ligakonkurrenten Widzew Łódź. Mit Widzew gewann er 1997 die polnische Meisterschaft und spielte erneut in der UEFA Champions League. 2000 wechselte er nach Israel zu Maccabi Haifa. Auch hier hatte er Erfolg und gewann mit Maccabi 2001 die israelische Meisterschaft. 2001 unterschrieb er einen Dreijahresvertrag beim zyprischen Topklub Anorthosis Famagusta. Hier konnte er zweimal den zyprischen Pokal gewinnen. Nachdem er in der Saison 2004/2005 eine Saison in der 2. Polnischen Liga für Widzew Łódź spielte, kehrte er 2005 wieder nach Zypern zurück. Diesmal allerdings zu Apollon Limassol. Mit Apollon gewann er den zyprischen Meistertitel 2006. Nach der Saison 2006/2007 beendete er seine aktive Karriere.

## Nationalmannschaftskarriere
Von 1993 bis 2000 bestritt Michalski 28 Spiele für Polen. Er nahm jedoch nie an einer EM oder WM teil.

## Erfolge
- 3× Polnischer Meister (1994, 1995, 1997)
- 2× Polnischer Pokalsieger (1994, 1995)
- 1× Polnischer Supercupsieger (1995)
- 1× Israelischer Meister (2001)
- 1× Zyprischer Meister (2006)
- 2× Zyprischer Pokalsieger (2002, 2003)

## Wissenswertes
Sein Bruder Tomasz Michalski ist ebenfalls Fußballer. Jedoch spielte er nie in der Ekstraklasa, der höchsten polnischen Spielklasse. Lediglich in der 2. und 3. Liga für u. a. Widzew Łódź, Korona Kielce und Zagłębie Sosnowiec. Momentan ist Radosław Michalski Sportdirektor bei Lechia Gdańsk.
| Personendaten    | Personendaten             |
| ---------------- | ------------------------- |
| NAME             | Michalski, Radosław       |
| KURZBESCHREIBUNG | polnischer Fußballspieler |
| GEBURTSDATUM     | 21. September 1969        |
| GEBURTSORT       | Danzig                    |